# Elly Meijer
Elly Jacoba Meijer (Hengelo, 16 mei 1936 – Denekamp, 6 september 2024) was een kunstschilderes en tekenares uit Tubbergen. Tot haar werk behoren houtsnedes, mozaïek, gouaches, pentekeningen en sgraffito.

## Biografie
Haar vader was bloemist en hovenier en gaf in de avonduren les aan de tuinbouwschool. Hij illustreerde zijn wekelijkse artikel in de Twentsche Courant met pentekeningen. Ook Elly tekende van kinds af aan planten, bloemen en landschappen. De groeiprocessen van planten en bloemen zouden later haar inspiratiebron vormen. Na de ULO kreeg zij haar opleiding aan de AKI in Enschede. Tot haar leermeesters behoorden Jan Stroosma, Philip Kouwen en Johan Haanstra. In 1960 slaagde zij voor vrij schilderen en monumentale kunst. 

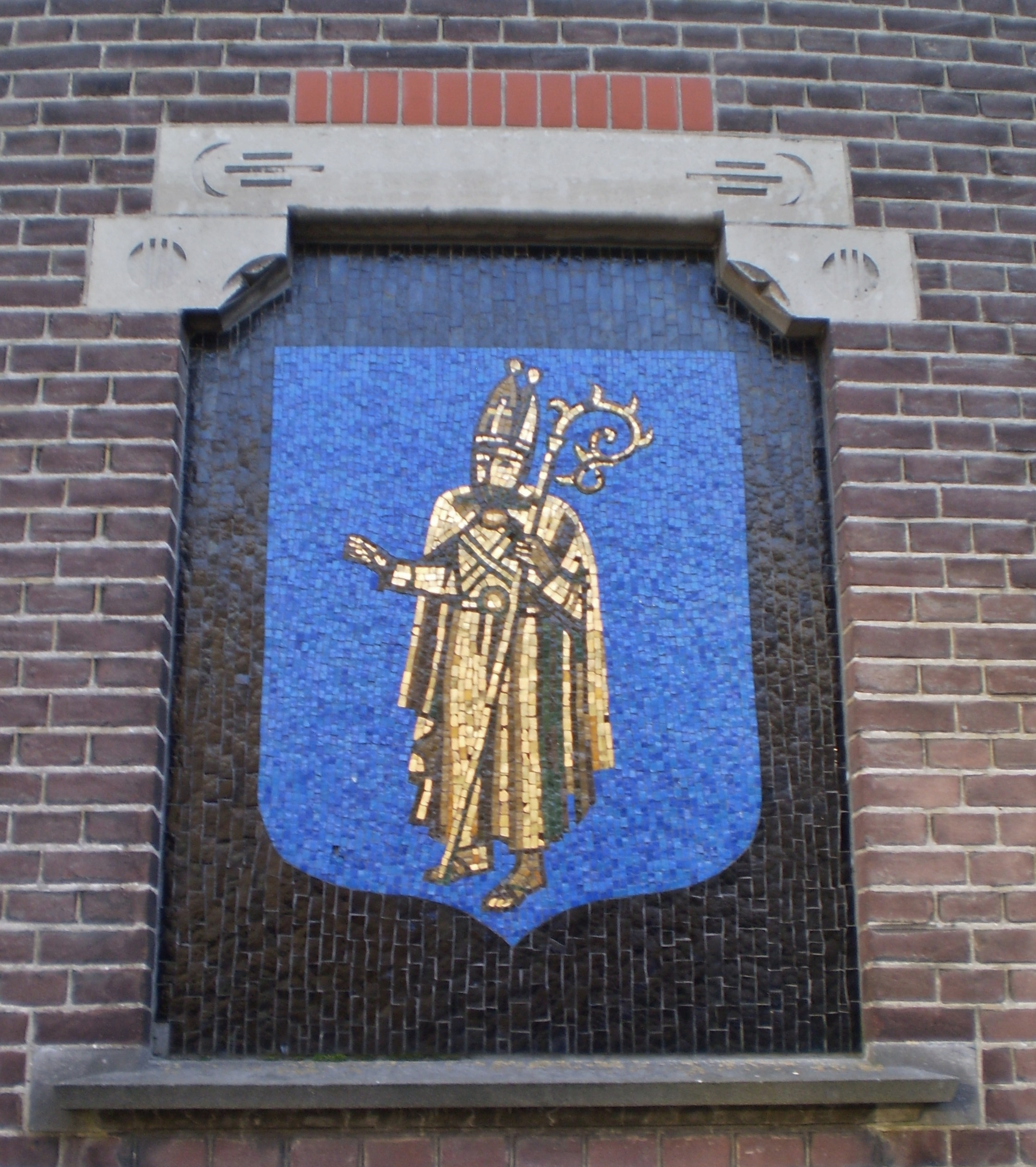
Gemeentewapen van Baarn

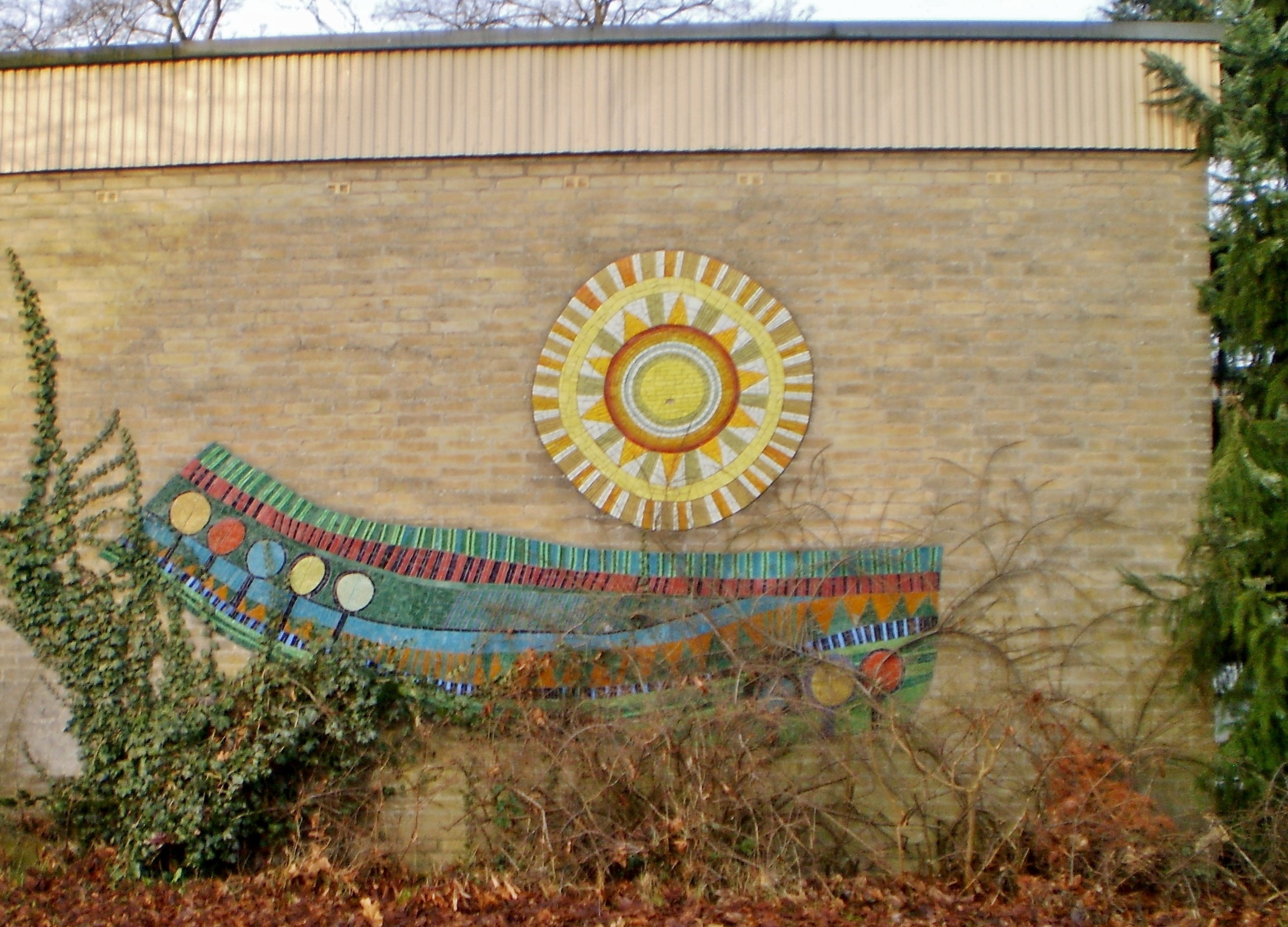
Het Zonneveld

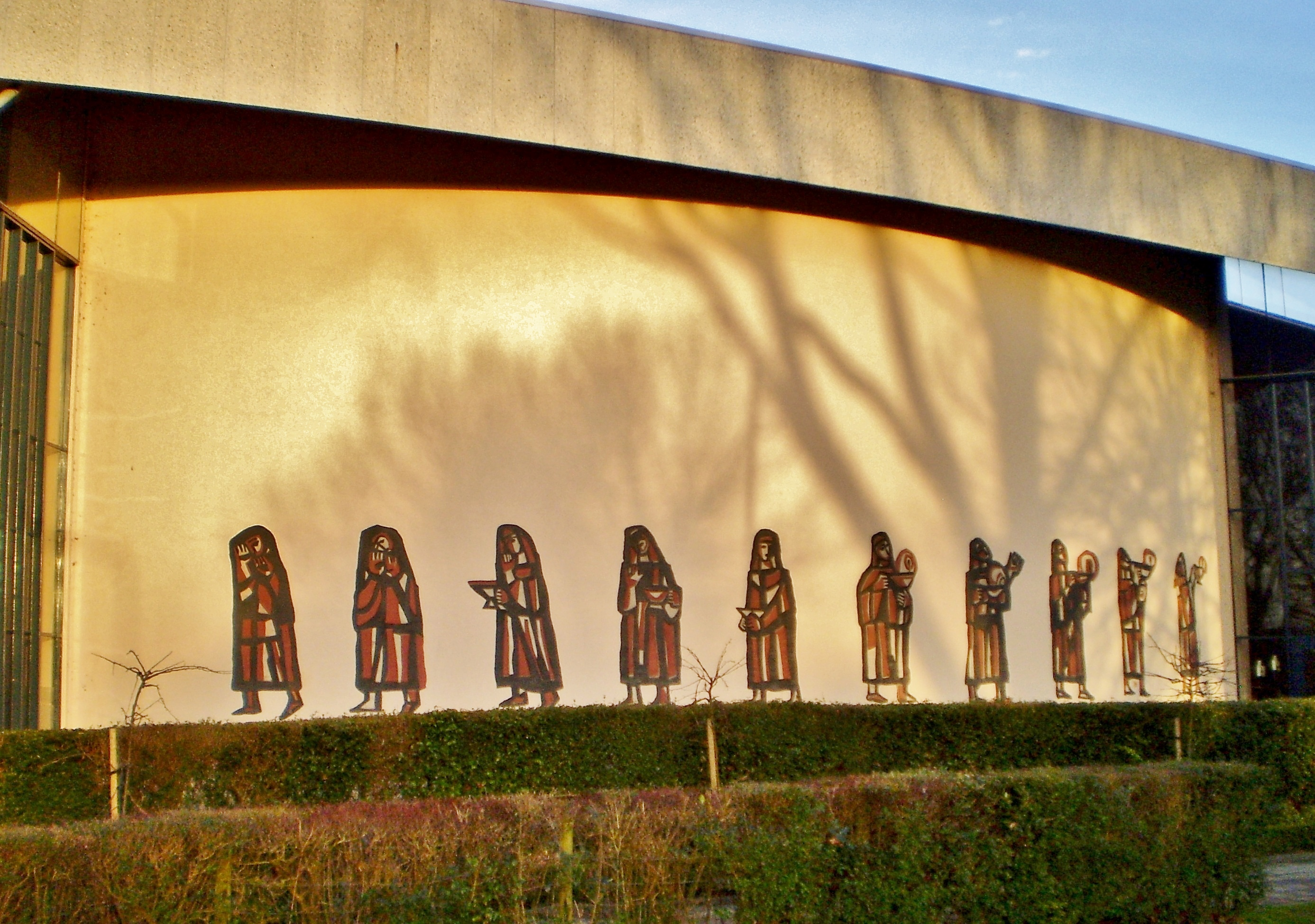
scrafitto

In Nederland bestond sinds 1951 de Percentageregeling beeldende kunst voor het decoratief aankleden van door de overheid gefinancierde gebouwen. Anderhalf procent van de bouwsom van de nieuwbouw was bestemd voor kunst. Het vroege werk van Meijer bestaat veelal uit wandvullende sgrafitto's en glasmozaïek op kerken, scholen en andere openbare gebouwen. Door haar cum laude afstuderen kreeg ze reeds in 1957 opdracht om een mozaïek van 7 m² te maken rond de auladeuren van de HTS in Enschede. Hierna volgden meerdere opdrachten in Twente. In 1961 maakt ze voor de uitgebouwde entree van het Almelose hoofdpostkantoor een kunstwerk. Het bestaat uit 100.000 gebroken glasmozaïeksteentjes met een totale oppervlakte van 56 m². Het postkantoor werd in 2000 gesloopt. Tot 1961 woonde ze achtereenvolgens in Hengelo, Enschede en Almelo.
Op de AKI had ze haar latere man Ben Griepink leren kennen. Toen Ben Griepink in 1961 een aanstelling kreeg als ontwerper van platenhoezen voor Philips Phonogram, verhuisde zij met hem naar de Hyacintstraat in Baarn. Als ze de Utrechtse ontwerper van de Maria Koninginkerk, Hans Knoop ontmoet verstrekt die haar de opdracht om een mozaïektabernakel van gekleurd glas te maken. Voor de halfronde buitenkant van de Maria Koninginkerk maakte ze een scrafitto voorstellend de Gelijkenis van de Wijze en de Dwaze Meisjes. De wand zou in 2009 geheel worden gerestaureerd. De samenwerking met Knoops leidde tot het maken van meer monumentale kunstwerken in Enschede, Dinxperlo en Losser. In 1971 verhuisde het gezin naar het Twentse Goor en later naar Het Stift in Weerselo. Ook in die tijd maakte ze nog werken in Maartensdijk, Baarn en Bunschoten. Meerdere van haar werken zouden later bij sloop verloren gaan.
Tot 1966 was haar stijl expressionistisch, hierna werd het meer abstract. In 1980 werd het monumentale werk voor haar te zwaar en maakte ze vrij schilderwerk zoals gouaches en vrije textiele werkvormen in haar atelier in Tubbergen. Als particuliere opdracht beschilderde ze een klavecimbel met 140 bloemen, vlinders en vogels. Als lerares tekenen, schilderen en handvaardigheid werkte zij aan verschillende lagere scholen.
In 1995 maakte ze het ontwerp en uitvoering van de St. Jorismis van Herman Finkers.
Meijer overleed op 88-jarige leeftijd en is begraven achter de Stiftkerkje in Weerselo.

## Prijzen
In 1959 won de eerste prijs voor een ontwerp/wandschildering aan de Providentia-bank in Enschede.

## Werken (selectie)
- 1957 mozaïek - HTS Enschede;
- 1959 sgrafitto - postkantoor Almelo;
- 1959 glasmozaïek - Onze Lieve Vrouwe school Markelo;
- 1960 mozaïek (56 m²) - hoofdpostkantoor Almelo;
- 1962 sgraffito's - J.W. Schuiling NV, Groot Handelsgebouw Haven Hengelo;
- 1963 sgraffito's - buitenmuur van de Maria Koninginkerk in Baarn;
- 1964 sgraffito - buitenmuur van de Heilige Geestkerk te Enschede;
- 1965 glasmozaïek - lagere school te Utrecht;
- 1965 glasmozaïek - Montinischool te Baarn;
- ±1965 mozaïek - hoofdingang Twents Carmel College in Enschede (Bonhoeffercollege);
- 1965 Italiaans glasmozaïek - Het Zonneveld op voormalige kleuterschool Zonneveld aan de Zandvoortseweg te Baarn;[3]
- 1968 mozaïek (2,50 m - 4m) - tussen de hoofdingangen van de Sint Maartenkerk in Maartensdijk;
- 1968 sgrafitto’s en mozaiek, tabernakel en altaarkruis (9m - 3m) - Sint Martinuskerk te Losser;
- 1970 mozaïek gemeentewapen - voorgevel gemeentehuis van Baarn, bij de herinvoering van het oude gemeentewapen;[3]
- 1974 5 mozaïeken met als thema 'muziek' - lagere school te Bunschoten;
- 1977 mozaïek ’t Iemenschoer” in Hengelo.

## Exposities
- 1980 grafische werken en schilderijen - galerie Quadraat te Almelo
- 1986 Overzichtstentoonstelling - gemeentehuis Weerselo
- 1988 aquarellen en schilderijen - De Wanne in Beltrum
- 1988 olieverfschilderijen en gouaches - bibliotheek van Eibergen
- 1991 olieverfschilderijen en gouaches - gemeentehuis Weerselo
- 1992 groepstentoonstelling textiele werkvormen - Jaarbeurs Utrecht
- 1992 vrij schilderwerk - galerie Prinsengang te Eibergen
- 1994 olieverfschilderijen, aquarellen en gouaches - st Ouwenaller